# Open di Francia 2016 - Doppio maschile in carrozzina
Shingo Kunieda e Gordon Reid erano i campioni in carica del torneo doppio maschile in carrozzina.
Il duo nippo-britannico si è confermato campione battendo in finale Michaël Jeremiasz e Stefan Olsson con il punteggio di 6-3, 6-2.

## Teste di serie
1. Stéphane Houdet /  Nicolas Peifer (semifinale)
2. Shingo Kunieda /  Gordon Reid (campioni)

## Tabellone

### Legenda
| - Q = Qualificato - WC = Wild card - LL = Lucky loser | - ALT = Alternate - SE = Special Exempt - PR = Protected Ranking | - w/o = Walkover - r = Ritirato - d = Squalificato |

|  | Semifinale | Semifinale                       | Semifinale                       | Semifinale | Semifinale |  |  | Finale | Finale                          | Finale                          | Finale | Finale |  |
|  |            |                                  |                                  |            |            |  |  |        |                                 |                                 |        |        |  |
|  | 1          | Stéphane Houdet Nicolas Peifer   | Stéphane Houdet Nicolas Peifer   | 4          | 4          |  |  |        |                                 |                                 |        |        |  |
|  |            | Michaël Jeremiasz Stefan Olsson  | Michaël Jeremiasz Stefan Olsson  | 6          | 6          |  |  |        | Michaël Jeremiasz Stefan Olsson | Michaël Jeremiasz Stefan Olsson | 3      | 2      |  |
|  |            | Gustavo Fernández Joachim Gérard | Gustavo Fernández Joachim Gérard | 2          | 3          |  |  | 2      | Shingo Kunieda Gordon Reid      | Shingo Kunieda Gordon Reid      | 6      | 6      |  |
|  | 2          | Shingo Kunieda Gordon Reid       | Shingo Kunieda Gordon Reid       | 6          | 6          |  |  |        |                                 |                                 |        |        |  |